# シュナイダーM1913 105mmカノン砲

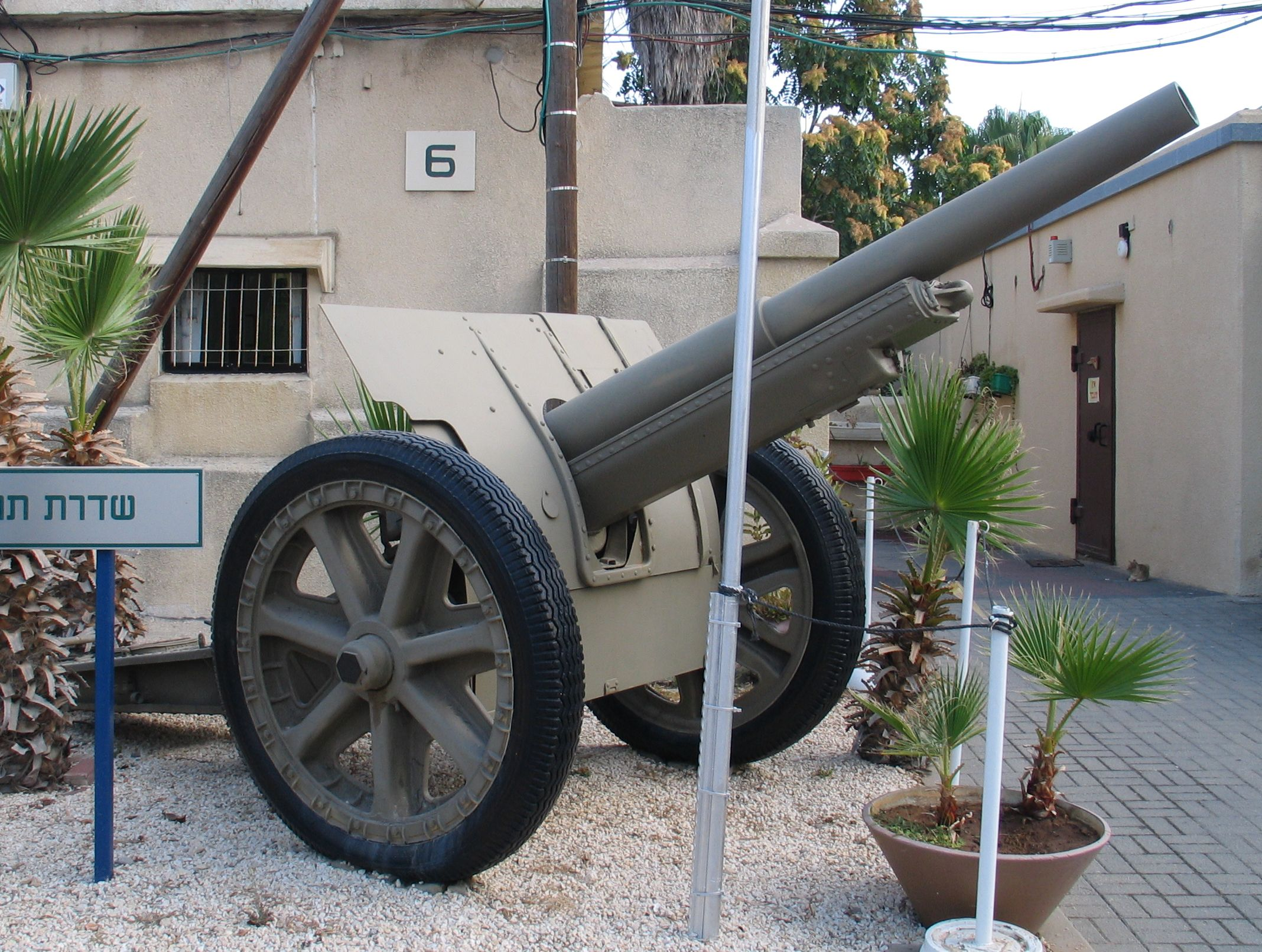
シュナイダーM1913 105mmカノン砲

シュナイダーM1913 105mmカノン砲（フランス語：Canon de 105 modèle 1913 Schneider）とは、フランスのシュナイダー社が設計開発した口径105mmのカノン砲である。ヨーロッパ各国において、第一次世界大戦から第二次世界大戦にかけて使用された。

## 開発
1900年代にフランスの軍需産業であるシュナイダー社は、ロシア帝国からの発注に基づいてM1910 107mmカノン砲を開発した。シュナイダー社はこのM1910カノン砲を基にフランス陸軍制式の105mm砲弾を使用する新型カノン砲を開発し、シュナイダーM1913 105mmカノン砲として制式採用された。

## 運用

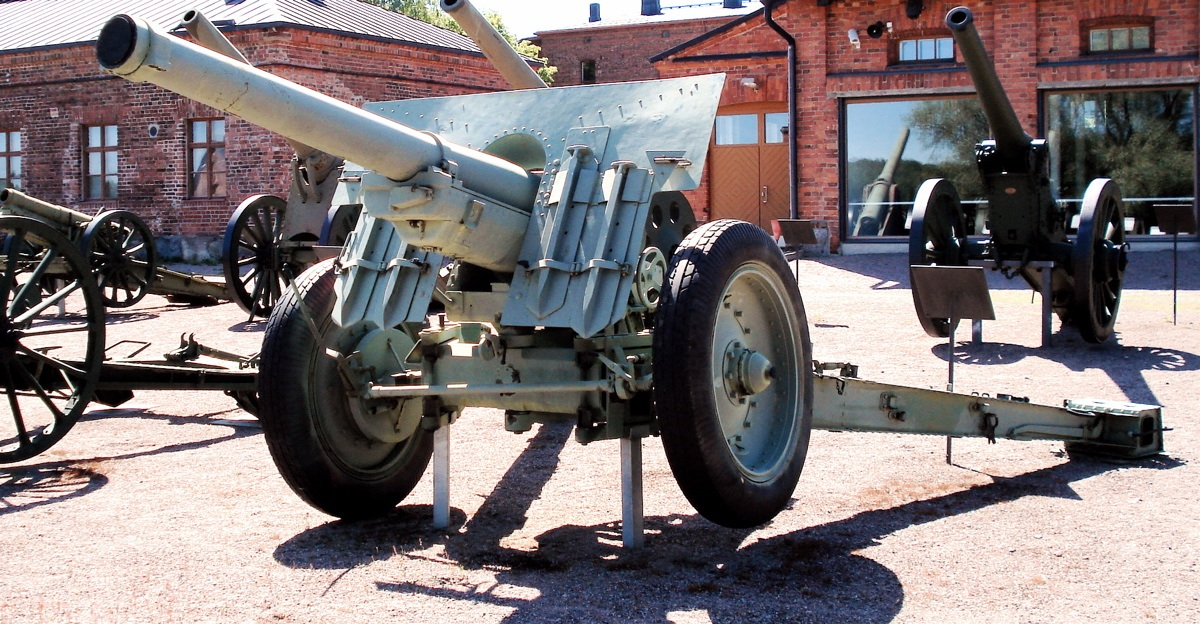
ポーランド製のwz. 29 105mmカノン砲

当初、フランス陸軍はM1897 75mm野砲を主力としていたためM1913にさほど興味を示さなかったが、第一次世界大戦において西部戦線が塹壕戦に移行すると75mm野砲程度ではドイツ軍の塹壕構築物にまともな損傷を与えられなかったので、その他の155mm砲と共に多数が前線に送り込まれた。
戦後、M1913カノン砲はイタリア、ベルギー、ポーランド、ユーゴスラビアなどに輸出された。ポーランドではM1913の砲架を開脚式にした改良型のwz. 29 105mmカノン砲が製造されている。
第二次世界大戦においては上記の国々から多数がナチス・ドイツに鹵獲され、大西洋の壁に配備されて沿岸の防備を固めた。

## スペック
- 口径：105mm
- 全長：m（牽引時）
- 全幅：m
- 重量：2,300kg（射撃時）/2,650kg（牽引時）
- 砲身長：2,987mm（28.4口径）
- 仰俯角：0°~+35°
- 左右旋回角：6°
- 運用要員：名
- 発射速度：2発/分（最大）
- 射程：12,500m
- 生産期間：年~年
- 生産総数：門